# Frank Billings Kellogg

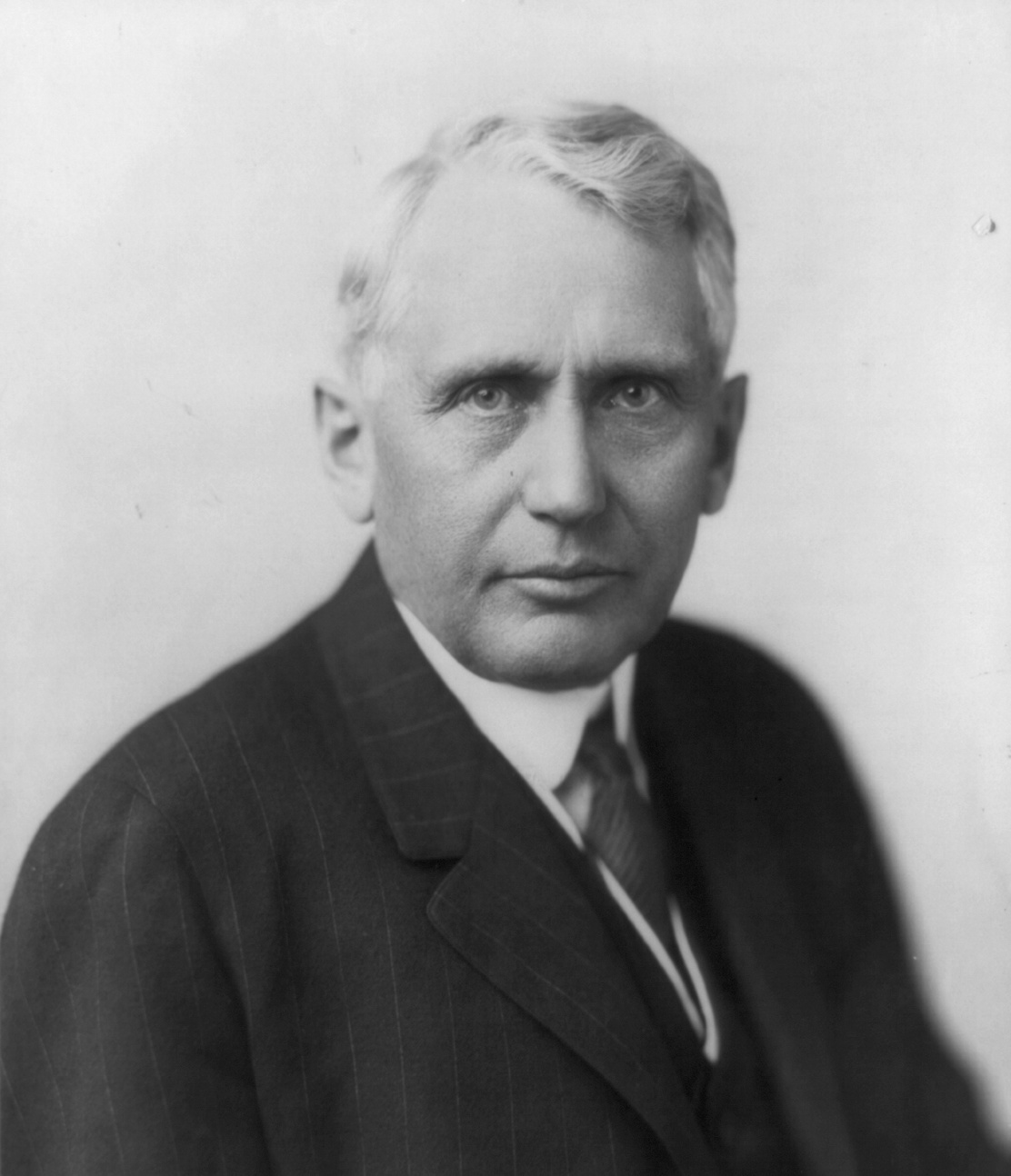
Frank Billings Kellog 1912

Frank Billings Kellogg (* 22. Dezember 1856 in Potsdam, St. Lawrence County, New York; † 21. Dezember 1937 in Saint Paul, Minnesota) war ein US-amerikanischer Politiker, Jurist und Diplomat. Als Verhandlungspartner des Briand-Kellogg-Paktes, einem gegenseitigen Verzicht auf Krieg zwischen Staaten, erhielt er den Friedensnobelpreis für 1929, der aber erst 1930 verliehen wurde.

## Leben

### Frühe Jahre und Ausbildung
Frank Billings Kellogg wuchs in Minnesota auf und genoss eine eher oberflächliche Schulausbildung in einer Landschule. Neben seinem Studium der Rechtswissenschaften in Rochester (Minnesota) war er als Landarbeiter und/oder Hausmeister tätig. Bereits mit 21 Jahren machte er 1877 sein Examen und wurde als Anwalt zugelassen. Er praktizierte in Saint Paul als Anwalt mehrerer Industrieunternehmen und Banken. Bekannt wurde er durch ein Verfahren im Auftrag des US-Präsidenten Theodore Roosevelt, in dem die Regierung  auf Basis des Sherman Antitrust Act von 1890 eine Entflechtung des Standard Oil Trust forderte und über eine Bundesgerichtsentscheidung am 5. Mai 1911 auch Recht bekam. 1912 wurde er für zwei Jahre Präsident der American Bar Association und unterstützte Roosevelt bei der Präsidentschaftswahl.

### Politische Laufbahn
Im Jahr 1916 wurde Frank Kellogg für die Republikanische Partei als Vertreter Minnesotas in den Senat der Vereinigten Staaten gewählt und verblieb dort eine Wahlperiode bis 1923. Dort formulierte er seine Bedenken gegen den Plan zur Bildung eines Völkerbundes. Er lehnte diesen zwar nicht ab, hatte jedoch massive Bedenken an der Form der Realisierung. Er unterstützte die Kriegserklärung gegen das Deutsche Reich im Jahr 1917 durch Präsident Woodrow Wilson.
Ab 1923 wirkte Kellogg als Diplomat in Südamerika und als US-Botschafter in Großbritannien. 1924 unterstützte er die Durchführung des Dawes-Planes und erzielte eine Einigung bei der umstrittenen Ruhrgebietsfrage zwischen Deutschland und Frankreich, die in der Ruhrbesetzung gipfelte. 1925 wurde Kellogg Außenminister der Vereinigten Staaten im Kabinett von Calvin Coolidge und blieb dies bis 1929. In dieser Position versuchte er die Beziehungen zu Mexiko zu entschärfen; gegenüber China pflegte er eine Form der Politik, die auf Nichteinmischung basierte. Die Regierung der Partei Kuomintang wurde jedoch durch den Abschluss eines Zollvertrages zur Zollautonomie bestätigt.

### Der Briand-Kellogg-Pakt

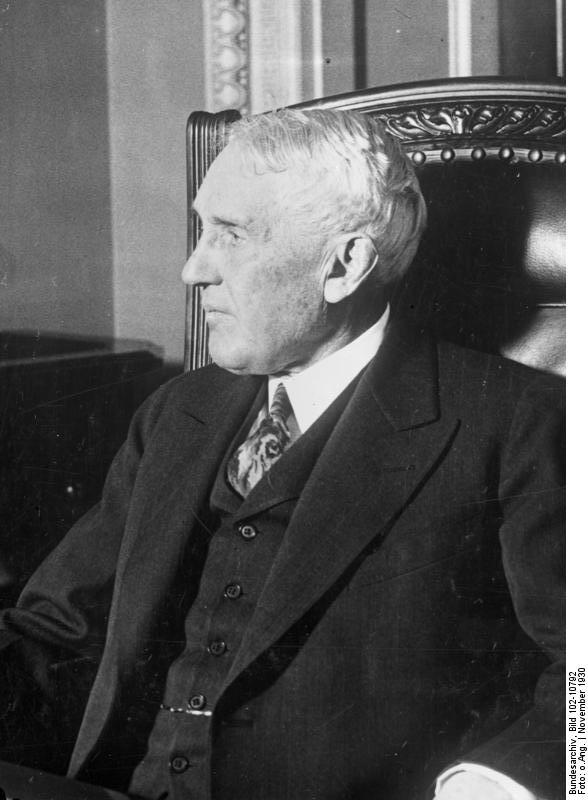
Frank Billings Kellogg, 1930

Im Jahr 1927 schlug der französische Außenminister Aristide Briand Frank Billings Kellogg einen amerikanisch-französischen Vertrag zur Ächtung des Krieges als Mittel der internationalen Politik vor. Dieser Briand-Kellogg-Pakt wurde in modifizierter Form am 27. August 1928 von 15 Staaten unterzeichnet und angenommen. Kellogg mahnte in diesem Zusammenhang die zunehmende internationale Bewaffnung an. Mit der Unterzeichnung des Vertrages verpflichteten sich die Staaten dem Verzicht des Krieges als politisches Mittel und waren angehalten bei Konflikten friedliche Lösungen zu suchen. Bis 1929 schlossen sich 63 Staaten dem Pakt an und es wurden Grundlagen für das internationale Völkerrecht geschaffen, die später bei der Gründung der Vereinten Nationen in die Satzung aufgenommen wurden. Die praktische Durchsetzbarkeit des Vertrages erwies sich allerdings als untauglich, so konnten weder die Besetzung der Mandschurei 1931 durch Japan, noch die Besetzung Äthiopiens durch Italien 1935, noch der Zweite Weltkrieg verhindert werden. Es gab in dem Pakt weder eine Definition für einen Angriffskrieg noch Sanktionsmöglichkeiten gegen Staaten, die den Pakt brachen.

### Spätere Jahre
Von 1930 bis 1935 war Kellogg Mitglied des Ständigen Internationalen Gerichtshofes in Den Haag. 
Seit 1931 war er gewähltes Mitglied der American Philosophical Society.
Er starb 1937 in Saint Paul, einen Tag vor seinem 81. Geburtstag. Seine Grabstätte befindet sich in der Washington National Cathedral.